# Guillaume Marchand
Guillaume Marchand (Francia, 5 de junio de 1998) es un jugador profesional francés de rugby que se desempeña en la posición de hooker en Lyon Olympique, equipo perteneciente a la liga Top 14.

## Carrera
Marchand es un jugador de formación francesa (JIFF). Comenzó su carrera deportiva con el equipo Stade Toulousain, en el cual jugó ocho temporadas (2013-2021), después pasó a Lyon Olympique, donde lleva jugando tres temporadas.